# Serica muliensis
Serica muliensis är en skalbaggsart som beskrevs av Ahrens 2005. Serica muliensis ingår i släktet Serica och familjen Melolonthidae. Inga underarter finns listade i Catalogue of Life.